# 樋 (建築)

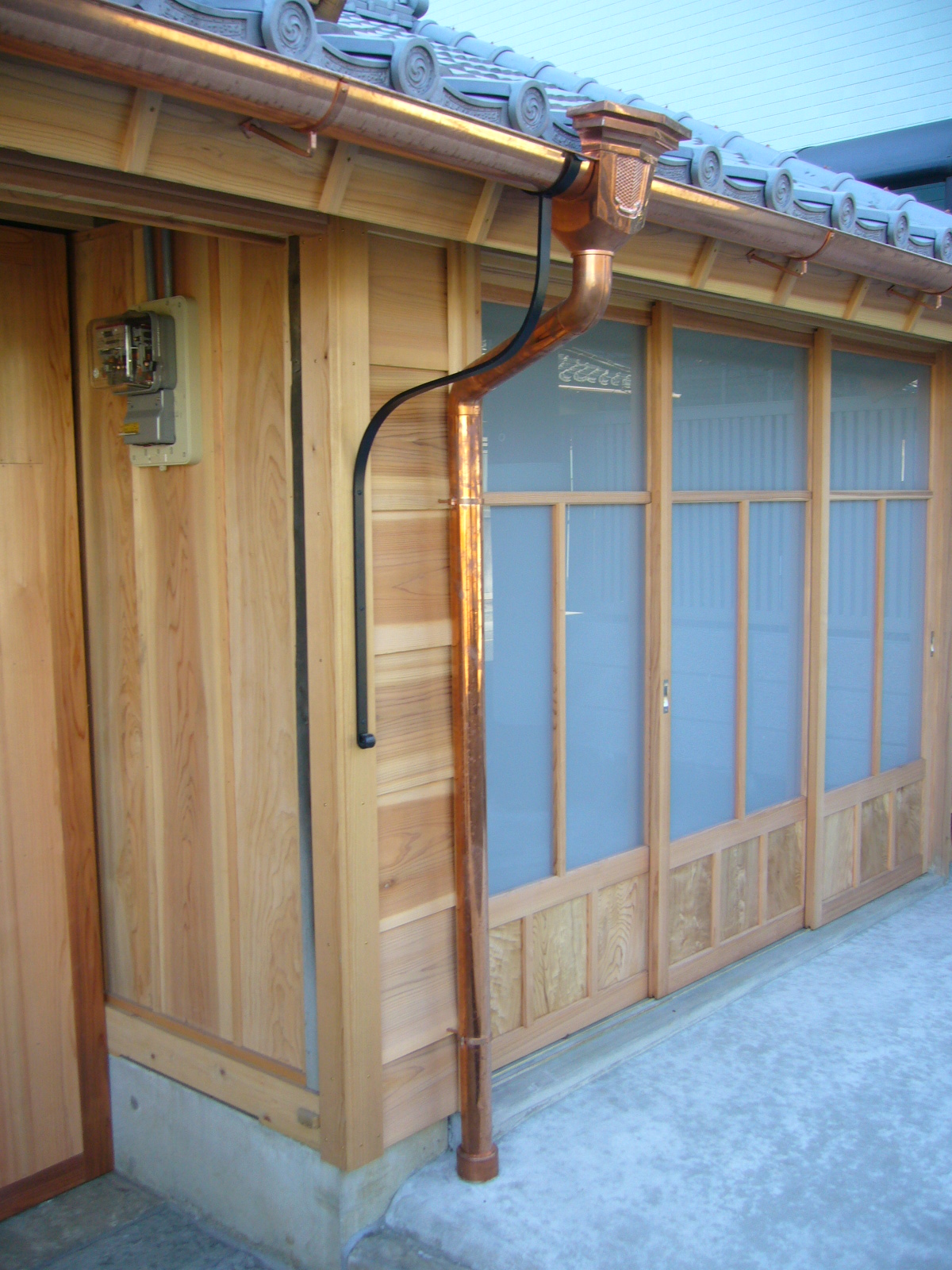
銅製の雨どい

樋、承雷（とい）とは、屋根面を流れる雨水を集め地上あるいは下水に導くための装置、設備。建築では特に雨水などの液体を運ぶのに用いる雨どい・雨といのことをいう。「とゆ」「とよ」ともいう。
地上に仮設して水を流す筒状の樋は筧（かけい・かけひ）と呼ばれる。「ひ」（＝樋）とは堤などから排水するための門のことで、「とい」の語は「戸樋（とひ）」のこと、筧はすなわち「懸樋（かけひ）」である。

## 樋の種類
- 軒樋（のきとい、のきどい） - 軒下に敷設して屋根からの水を集めて流す役割を担う。eavestrough. eaves spout.
- 竪樋（たてとい、たてどい） - 軒樋によって集められた水を地面に下ろす。縦樋。drainpipe. downpipe.
- 箱樋（はことい、はこどい） - 軒樋の外観を箱状の覆いで隠したもの。box gutter.

## 樋の形状
- 溝型 - 断面形状が略半円弧、U字、倒コの字、V字、逆台形で上面開口となっており溝状のもの[2]。
- 管型 - 断面形状が管状のもの[2]。
- 鎖型（鎖樋） - 鎖状のもので竪樋に用いるもの[2]。鎖部分に水が伝って下へ流れるようになっている。

## 樋の構成

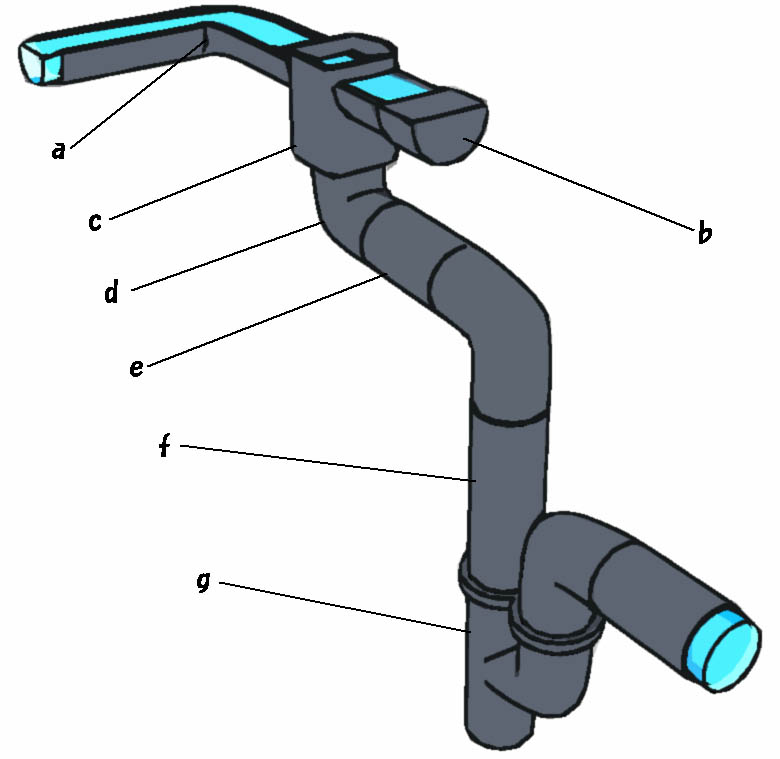
雨どい
a.軒樋 b.止まり c.集水器 d.エルボ e.呼び樋 f.竪樋 g.合わせ桝

### 構成部品
- 樋集水器 - 軒樋などの雨水を集めて縦樋に流すためのじょうごや桝[2]。
- 樋止め - 雨水が樋から流出するのを防止するために樋の先端に取り付けるプレート[2]。「止まり」ともいう。
- エルボ
- 呼び樋
- 合わせ桝

### 樋受金物
樋は、樋受金物を介して軒先に釘で、または直接打ち込んで固定する。一般住宅用の樋受金物の素材は、鉄製（亜鉛メッキ仕上げ）が一般的だが、神社仏閣用には銅製やステンレス製も存在する。形状も建築様式に合わせて様々なものがあるが、建設物価で取り入れられている種類はウノ首、化粧横打ち、面打ち、打ち込み、かわら横打ち、デンデン、段付き上打ちの7種類。

## 歴史

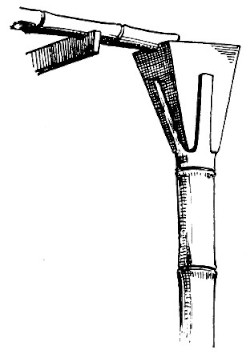
竹の樋。明治時代。エドワード・モースのスケッチ

雨どいの歴史について詳細に書かれた文献は無いに等しい。
現存する最古のものは東大寺三月堂の物と言われている。確認できる最古の文献は平安時代の書物『大鏡』の「花山院家造り」にある「あわいに“ひ”をかけて涼し」という一節。一般に広く普及しだしたのは江戸時代の享保の頃で、防火のために幕府から瓦屋根が奨励されるに伴い建物の部材保護を目的で使用されることが多くなった。この頃の素材は木や竹であった。明治時代にはトタンやブリキ製が多くなる。戦後から高度成長期にはプラスチック（塩化ビニール）製が発展し形状や大きさの幅も増えてきた。

## 付属
軒樋の上面に半弧形状の樹脂製の網を被せて固定し、落ち葉による詰まりを防止するものがある。